# ハプロス
『ハプロス』（タガログ語: Haplos）は、フィリピンのテレビドラマ。GMAネットワークで2017年7月10日から2018年2月23日まで放送された。

## 登場人物
アンジェラ・マリー「アンジュ / エンジェル」アロンゾ・コルテス / エラング / エキゾチカ / アリス
演：サニア・ロペス
ルシール・ベルムデス / ロゼラ「セラ」
演：シーア・トレンティーノ
ベネディクト「ベニー」ディゾン / エドゥアルド・ゴメス
演：パンチョ・マグノ
ジェラルド・コルテス / ジョン・「ジャンジャン」・モンテシネス
演：ロッコ・ナチーノ